# Fußball-Südasienmeisterschaft 1999
| Fußball-Südasienmeisterschaft 1999 1999 South Asian Football Federation Cup™ |                                                                           |
|                                                                              |                                                                           |
| Anzahl Nationen                                                              | 6                                                                         |
| Südasienmeister                                                              | Indien                                                                    |
| Austragungsort                                                               | Margao, Indien                                                            |
| Eröffnung                                                                    | 22. April 1999                                                            |
| Endspiel                                                                     | 1. Mai 1999                                                               |
| Tore                                                                         | 26 (Ø: 2,6 pro Spiel)                                                     |
| Torschützenkönige                                                            | Naresh Joshi (NEP) Baichung Bhutia (IND) Mihazur Rehman (BAN) alle 3 Tore |

Die vierte Fußball-Südasienmeisterschaft, offiziell South Asian Football Federation Cup 1999, fand vom 22. Januar bis zum 1. Mai 1999 in Margao in Indien statt. Am Turnier nahmen sechs südasiatische Nationen teil. Südasienmeister 1999 wurde Gastgeber und Titelverteidiger Indien mit einem 2:0-Sieg gegen Bangladesch. Die Malediven wurden Dritter. 

## Austragungsort
Als Austragungsort für die Fußball-Südasienmeisterschaft 1999 wurde die indische Stadt Margao in Goa erwählt. Es war die erste Turnier-Ausrichtung des Rekordsiegers Indien. Austragungsstätte aller Turnierspiele war das Fatorda-Stadion.

## Turnier

### Gruppe A
| Pl. | Land        | Sp. | S | U | N | Tore    | Diff. | Punkte |
| --- | ----------- | --- | - | - | - | ------- | ----- | ------ |
| 1.  | Bangladesch | 2   | 1 | 1 | 0 | 004:000 | +4    | 04     |
| 2.  | Indien      | 2   | 1 | 1 | 0 | 002:000 | +2    | 04     |
| 3.  | Pakistan    | 2   | 0 | 0 | 2 | 000:600 | −6    | 0      |

|                |   |             |     |
| 22. April 1999 |   |             |     |
| Indien         | – | Bangladesch | 0:0 |
| 24. April 1999 |   |             |     |
| Pakistan       | – | Bangladesch | 0:4 |
| 26. April 1999 |   |             |     |
| Indien         | – | Pakistan    | 2:0 |

### Gruppe B
| Pl. | Land      | Sp. | S | U | N | Tore    | Diff. | Punkte |
| --- | --------- | --- | - | - | - | ------- | ----- | ------ |
| 1.  | Malediven | 2   | 1 | 1 | 0 | 003:200 | +1    | 04     |
| 2.  | Nepal     | 2   | 1 | 0 | 1 | 005:500 | ±0    | 03     |
| 3.  | Sri Lanka | 2   | 0 | 1 | 1 | 002:300 | −1    | 01     |

|                |   |           |     |
| 23. April 1999 |   |           |     |
| Sri Lanka      | – | Malediven | 0:0 |
| 25. April 1999 |   |           |     |
| Sri Lanka      | – | Nepal     | 2:3 |
| 27. April 1999 |   |           |     |
| Nepal          | – | Malediven | 2:3 |

### Halbfinale
|                |   |        |     |
| 29. April 1999 |   |        |     |
| Bangladesch    | – | Nepal  | 2:1 |
| 29. April 1999 |   |        |     |
| Malediven      | – | Indien | 1:2 |

### Spiel um Platz 3
|             |   |       |     |
| 1. Mai 1999 |   |       |     |
| Malediven   | – | Nepal | 2:0 |

### Finale
|             |   |        |     |
| 1. Mai 1999 |   |        |     |
| Bangladesch | – | Indien | 0:2 |